# オリンピスフ・スタディオン (アントウェルペン)
オリンピスフ・スタディオン (Olympisch Stadion)は、ベルギー・アントウェルペンにあるサッカー専用スタジアム。1920年のアントワープオリンピックのメインスタジアムとなったが、現在はKベールスホットVAがホームスタジアムとして使用している。

## 概要
1920年に35,000人収容の陸上競技場として開場し、同年に開催されたアントワープオリンピックのメインスタジアムともなった。大会閉幕後に17,500人収容のスタジアムにするために縮小工事が行われ、KベールスホットVACに引き渡された。
1991年、開場以来唯一現存していた南スタンドを取り壊し、収容人数約13,000人のスタジアムへと生まれ変わった

## ギャラリー

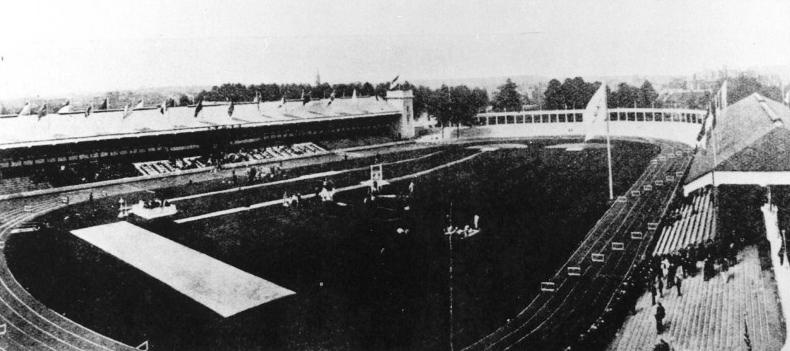
1920年のスタジアム
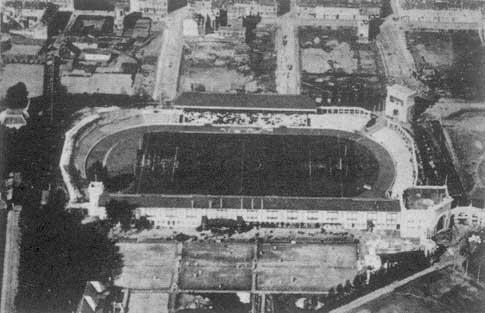
1920年当時の空撮
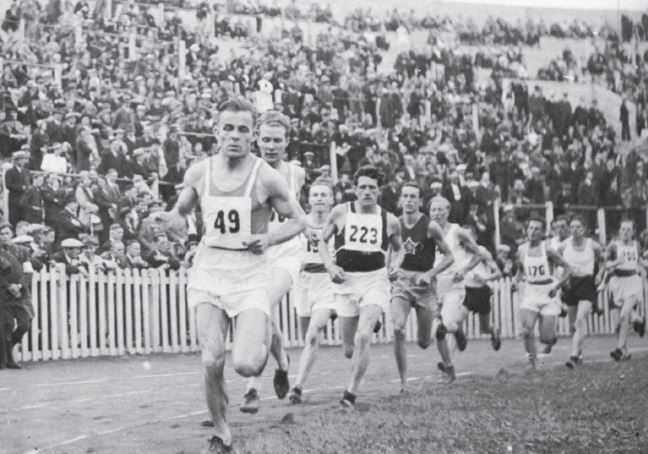
オリンピックでの5000メートル競走